# Tuntematon sotilas
Tuntematon sotilas é um filme de drama finlandês de 1985 dirigido e escrito por Rauni Mollberg. Foi selecionado como representante da Finlândia à edição do Oscar 1986, organizada pela Academia de Artes e Ciências Cinematográficas.

## Elenco
- Risto Tuorila – Koskela
- Pirkka-Pekka Petelius – Hietanen
- Paavo Liski – Rokka
- Mika Mäkelä – Rahikainen
- Pertti Koivula – Lahtinen
- Tero Niva – Vanhala
- Ossi-Ensio Korvuo – Määttä
- Mikko Niskanen – Salo
- Pauli Poranen – Lehto
- Hannu Kivioja – Riitaoja
- Juha Riihimäki – Sihvonen
- Seppo Juusonen – Susi
- Timo Virkki – Honkajoki
- Vesa Ala-Seppälä – Hauhia
- Risto Hetta – Vuorela